# ریزاتریپتان
ریزاتریپتان(به انگلیسی: Rizatriptan) که با نام تجاری Maxalt و دیگر نام‌ها فروخته می‌شود، دارویی برای درمان سردردهای میگرنی است. شکل مصرف این دارو به صورت خوراکی است.
عوارض جانبی شایع شامل درد قفسه‌سینه، سرگیجه، خشکی دهان و سوزن سوزن شدن است. سایر عوارض جانبی ممکن است شامل سکته قلبی، سکته مغزی، فشار خون بالا، سندرم سروتونین و آنافیلاکسی باشد. استفاده بیش از حد ممکن است باعث سردرد ناشی از مصرف بیش از حد دارو شود. استفاده در دوران بارداری و شیردهی در ۲۴ ساعت پس از مصرف هر دوز، توصیه نمی‌شود. ریزاتریپتان در کلاس تریپتان‌ها قرار دارد و اعتقاد بر این است که با فعال کردن گیرنده 5-HT1 عمل می‌کند.
ریزاتریپتان در سال ۱۹۹۱ ثبت شد و در سال ۱۹۹۸ مورد استفاده پزشکی قرار گرفت. این دارو به عنوان یک داروی ژنریک موجود است. در سال ۲۰۱۸، با بیش از ۳ میلیون نسخه، ۱۷۳امین داروی رایج در ایالات متحده بوده‌است.